# سابسك-ريازانسكاي
سابسك-ريازانسكاي (بالروسية: Спасск-Рязанский) هي إحدى مدن روسيا في الكيان الفدرالي الروسي ريازان أوبلاست.